# 藤原信輔
藤原 信輔（ふじわら の のぶすけ）は、平安時代後期の貴族。藤原北家中関白家、中納言・藤原経忠の子。官位は正四位下・右京大夫。

## 経歴
従五位下に叙爵後、白河院政期中期の永久2年（1114年）能登権守に任官する。その後は、淡路守・若狭守・駿河守・武蔵守・因幡守と白河院政期後期から鳥羽院政期後期にかけて四半世紀以上に亘って受領を歴任した。
久寿3年（1156年）2月に右京大夫に任ぜられる。同年7月に鳥羽法皇が崩御した際、藤原成親・源光保・信西・藤原惟方ら八人と法皇の遺体を入棺したという。
その後出家し、太秦入道と号した。元暦元年（1184年）卒去。

## 官歴
- 時期不詳：従五位下
- 永久2年（1114年） 9月27日：能登権守、見従五位下[3]
- 天治元年（1124年） 6月5日：見淡路守[4]
- 大治2年（1127年） 正月19日：若狭守[5]
- 長承元年（1132年） 10月7日：従四位上[3]
- 長承2年（1133年） 2月9日：見若狭守[3]
- 長承3年（1134年） 3月26日：見駿河守[3]
- 保延元年（1135年） 4月21日：見武蔵守[3]
- 康治元年（1142年） 12月13日：見武蔵守[6]。12月30日：因幡守、見正四位下[7]
- 久安6年（1150年） 12月13日：見因幡守[7]
- 久寿3年（1156年） 2月2日：右京大夫[8]
- 時期不詳：出家[2]
- 元暦元年（1184年）日付不詳：卒去[2]

## 系譜
- 父：藤原経忠
- 母：藤原実子（藤原公実の娘）
- 妻：橘家光の娘
  - 長男：藤原信隆（1126-1179） - 坊門家の祖
  - 次男：藤原信保
  - 三男：藤原信行（?-1183）
  - 四男：藤原親信（1137-1197） - 水無瀬家の祖
- 生母不詳の子女
  - 男子：藤原師親
  - 男子：藤原経弘
  - 男子：信覚
  - 女子：藤原公行室
  - 女子：藤原顕時室
  - 女子：藤原惟方室